# RQ-14 Dragon Eye
RQ-14 Dragon Eye (укр. «Дре́ґон Ай») — американський малий розвідувальний БПЛА, що призначений для оснащення бойових груп нижчої тактичної ланки. Система забезпечує надходження розвідувальної інформації у реальному часі.

## Опис

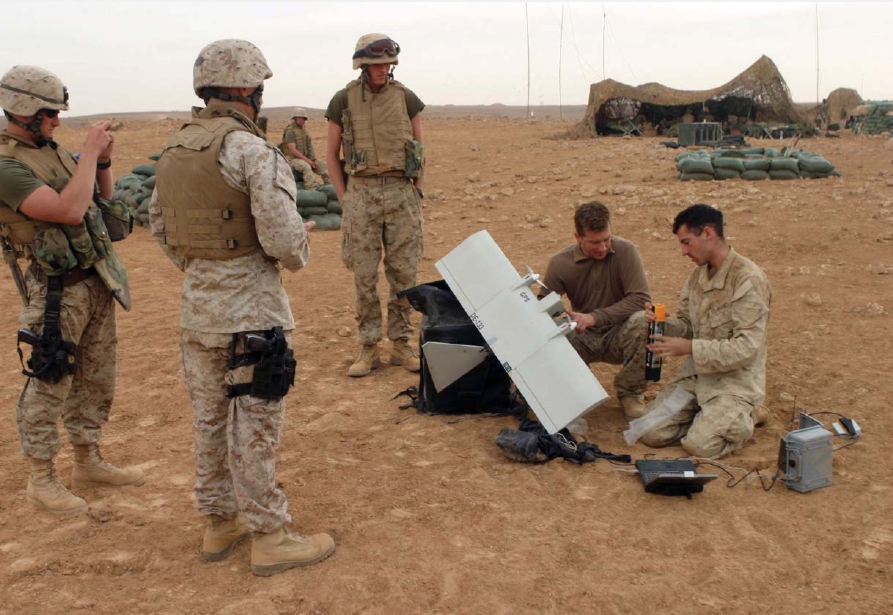
Підготовлення до використання БПЛА RQ-14 військовослужбовцями США (Ірак, 2004)

Апарат RQ-14 Dragon Eye довжиною близько метра оснащений відео- та інфрачервоними камерами. Радіус дії становить близько 5 км, може віддалятись від місця старту на відстань до 10 км, та підніматись на висоту до 1000 м, перебувати у повітрі до години часу і рухатись з максимальною швидкістю 65 км/год. Передбачені як варіанти автопілота, так і керування оператором з ноутбука.

## Характеристики
- Розмах крила: 1,1 м
- Довжина: 0,9 м
- Маса: 2,7 кг
- Крейсерська швидкість: 35 км/год
- Радіус дії: 5 км
- Тривалість польоту: 45…60 хв.
- Практична стеля: 90…150 м

## Модифікації
- RQ-14A — базовий варіант.
- RQ-14B Swift — дещо важчий (2,8 кг) варіант конструкції, містить потужніші батареї, які збільшують тривалість польоту до 80 хв та крейсерську швидкість до 50 км/год.

## Бойове застосування
Дрон виконував бойові вильоти в Іраку (з 2003) та Афганістані.